# Miradores del Mar
Miradores del Mar es una localidad que pertenece al municipio de Emiliano Zapata, en el estado de Veracruz, México. Tiene actualmente más de 2100 habitantes. Cuenta con una altitud de 920 m s. n. m.
Se encuentra a la orilla de la carretera Xalapa-Veracruz a la altura del kilómetro 14 y justo allí se localiza el Aeropuerto Nacional El Lencero. A un costado de este se ubica una laguna artificial.